# スバル・EJ20
スバル・EJ20とは、SUBARU（2017年3月31日以前は富士重工業）が1988年（昭和63年）12月から2020年（令和2年）3月まで製造していた排気量2,000 ccの水平対向4気筒エンジンである。EJ型エンジンのうちの1機種。

## 概要
基本設計をスバル・1000の時代まで遡るEA型に代わる新時代のエンジンとして、1989年1月に初代レガシィと共に登場し、その後も改良を重ねながら新世代エンジンであるFA / FB型が登場するまで、スバルの乗用車の主力エンジンであった。排気量は1,994 cc、ヘッド構造は搭載されるモデルに合わせてSOHC 16バルブとDOHC 16バルブがあり、スポーツ / ラグジュアリーグレード用のインタークーラー付ターボチャージャー搭載型のDOHCエンジンも用意される。他にもリーンバーン型（EJ20N）、CNG仕様（EJ20C）の環境対応型、北海道のタクシー会社向けに搭載されたLPG対応型など、幅広いバリエーションが存在した。
ターボチャージャー搭載型は発表当時から幾度も「クラス最強」の座を他社から奪い取ってきたエンジンであり、スバルのモータースポーツ活動を草の根レベルから支えてきたエンジンである。基本的には4,000 rpm付近から一気に出力を高める中高回転型エンジンであるが、各種の改良により、時代の要求による車体重量の増加に適うだけの低回転域のトルクを得てきた。2020年までに量産されたEJ20の最高出力は量産型標準仕様で公表値308 PS（227 kW）であり、最大トルクは43 kg⋅m（422 N⋅m）に達し、限定生産車に至っては328 PS（241 kW）仕様も存在する（いずれもWRX STI）。
基本設計が30年近く生かされることは（社内事情もあって極端に長かった日産・L型エンジンのような例を除けば）乗用車用エンジンとしては稀であり、自動車雑誌などでは幾度も主力車種のモデルチェンジに合わせて、EZ30型やEL15型ベースの完全新設計の水平対向エンジンに切り替わると噂されていたが、最終的に長く蓄積された知識と技能を還元する形でスポーツモデルを中心に搭載され続けた。
スバル車は年次改良と呼ばれる1年周期の改良が施される上、多種多様なモデル / グレードにEJ20を使ってきたため変遷が多く、小変更を含めて最終的に100種類近い派生型が存在する。特にスポーツグレードであると同時に特別仕様が多いインプレッサWRX STIでは三菱・ランサーエボリューション（エンジンは直列4気筒の4G63）という好敵手を持ち、他のスバル車と比べてもモデル寿命が長いため、年次改良で搭載エンジン型式名のサフィックス（接尾辞）が変わるほどの変更を受けることもあった。そのため、初期のEJ20と最終型EJ20ではまるで別物と考えてよい。吸排気の取り回しはもちろん、クランクの前後位置を決めるスラストベアリングの位置すら変わっており、初代であるBC / BF型レガシィ搭載のEJ20と、2019年型WRX STIに搭載されたEJ20で同一なのは、ブロックの外観寸法とボアストローク比、シリンダーブロックやシリンダーヘッドの素材（いずれもアルミニウム合金製）、バルブ本数、タイミングベルトの長さとクランク – カム間の距離、ヘッドボルトのねじ穴位置、エンジンマウント位置程度である。また同じ型式かつ同じ生産時期ながら変更が多いのもこのエンジンの特徴で、長く懸案であったオイル漏れ等の不都合対策のための部品まで網羅すると、量産型ながらわずか3,000基程度しか作られなかったエンジンもあり、エンジン形式と年式だけでは分からない部分が何十種類も存在するため、車体番号検索に頼らない部品交換には注意を要する。

派生エンジンとしては、EJ20登場当時に同時に発表されたEJ18をはじめ、EJ20の行程（ストローク）はそのままに内径（ボア）を広げたEJ22 / EJ22 STI仕様（インプレッサ22B専用）、内径を更に広げ行程を延ばしたEJ25、また内径×行程とも縮小したEJ15、EJ16がある。
また直系の派生エンジンではないものの、アルシオーネSVX搭載のEG33は、内径×行程やその他主要部分の設計手法がEJ20を基にしたEJ22と同じであり、「EJから2気筒追加したエンジン」と呼ばれることがある。

## 搭載車種
- レガシィ（ツーリングワゴンBF4 / BF5 / BG4 / BG5 / BH5 / BP5、ツーリングセダンBC4 / BC5 / BD4 / BD5、B4 BE5 / BL5）
- インプレッサ（STI全車、WRX全車、SRX-GC8 /GF8 / GG9 / GD9 / GH6 / GH7 / GH8 / GE6 / GE7）
- WRX STI（VAB）
- フォレスター（STI2.5リットルモデルを除く全車）
- エクシーガ（YA4 / YA5）
- いすゞ・アスカCX（BC4 / BC5型レガシィセダンのOEM車）
- サーブ・9-2X（GG型インプレッサのOEM車。ターボ車にEJ20が搭載された。）

## 基本仕様
- アルミニウム合金製水冷水平対向4気筒4ストローク
- 排気量：1,994 cc
- 内径×行程：92.0 mm × 75.0 mm
- バルブの駆動方式：タイミングベルト
- バルブ配置：SOHC / DOHCともに一気筒あたり吸気2排気2
- 燃焼室形状：ペントルーフ型クロスフロー
- コンピューターによる点火 / 燃料供給統合制御（熱線型センサー利用Lジェトロ式、カム / クランク / ノッキング検出、センサー故障検知 / 記憶 / 読み出し機能、制御内容の学習機能あり）

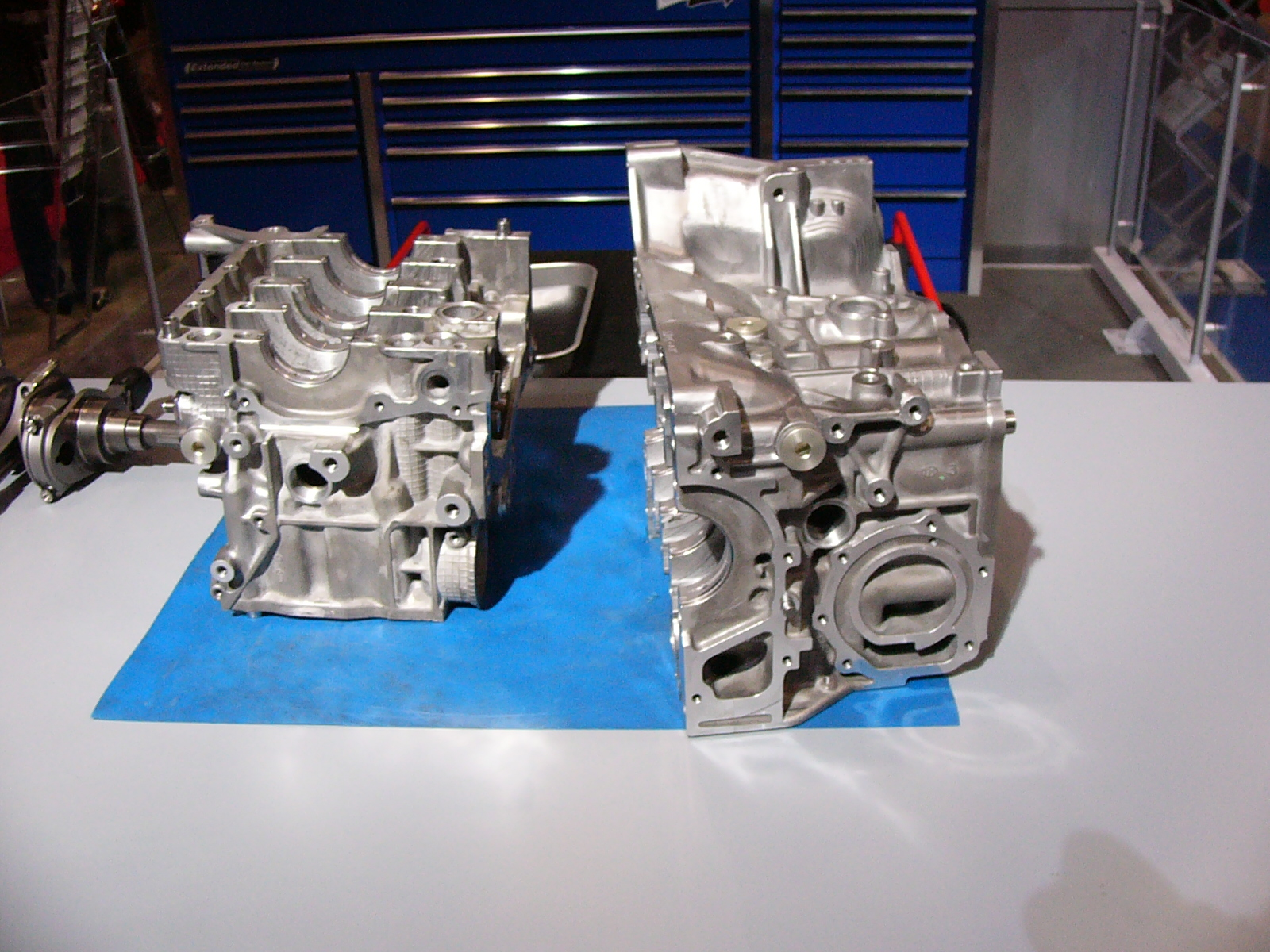
シリンダーブロック
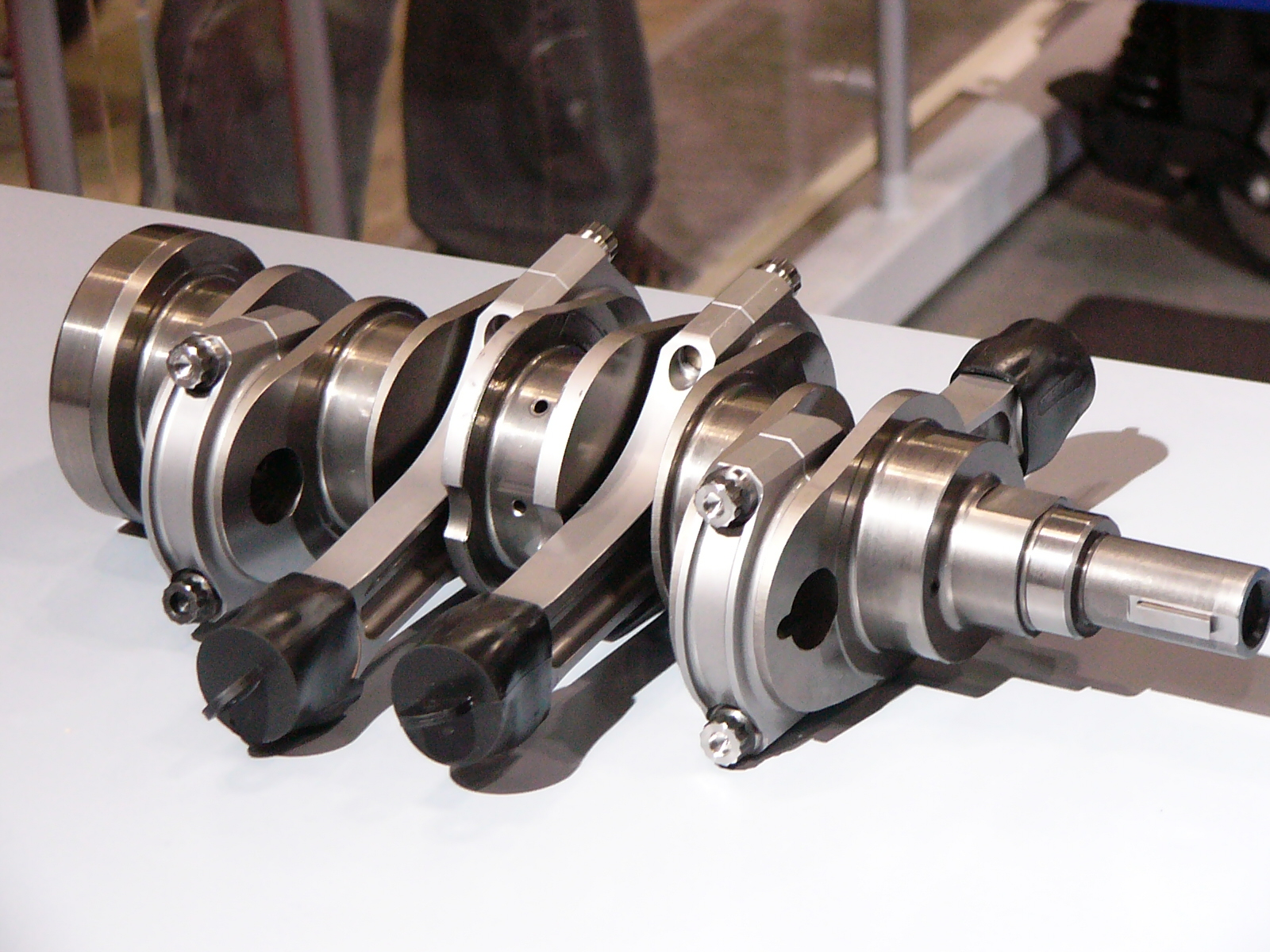
コンロッドとクランクシャフト
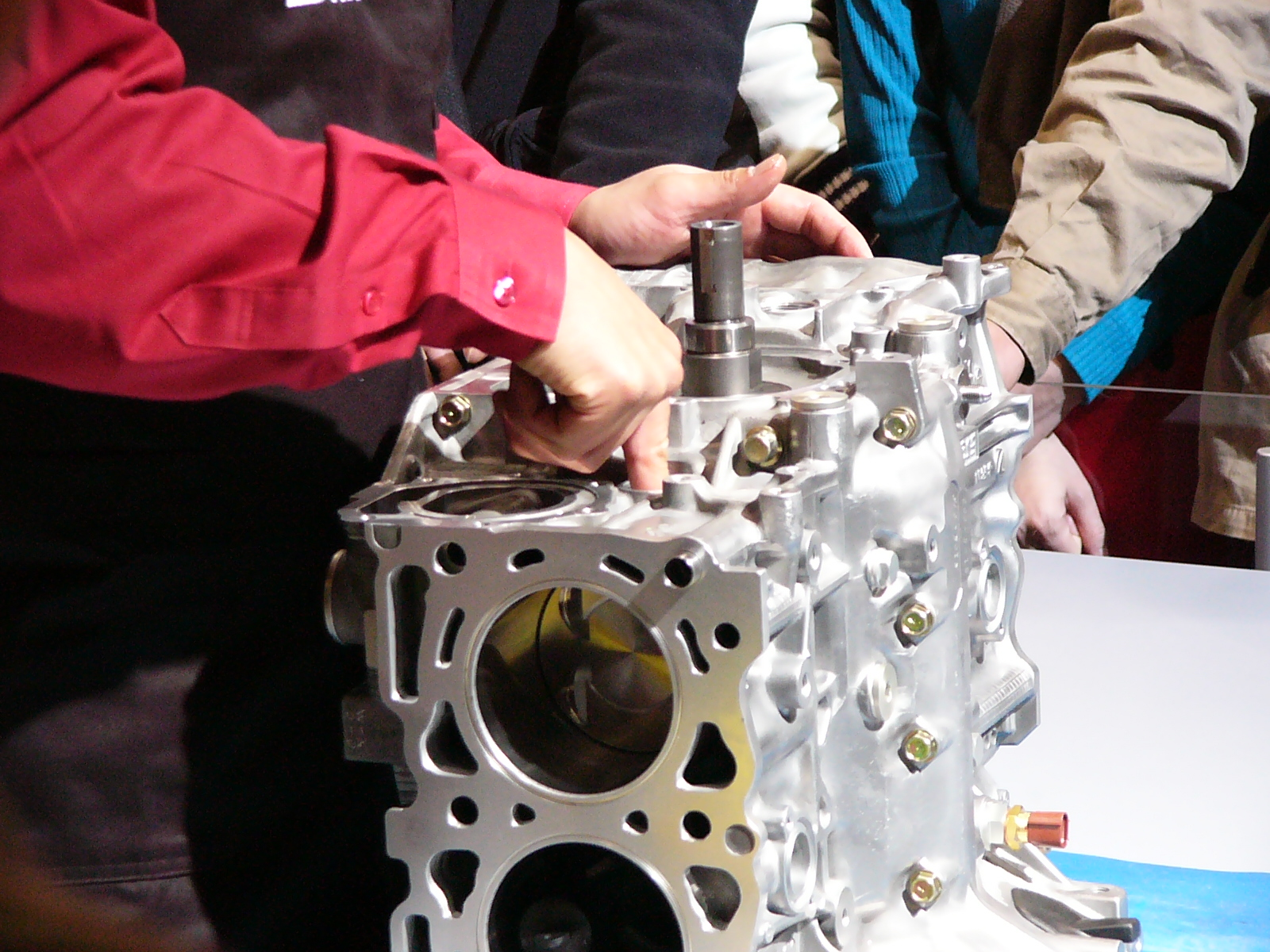
ピストンピン組み付けの実演

## NA仕様の一覧

### SOHC16バルブ仕様

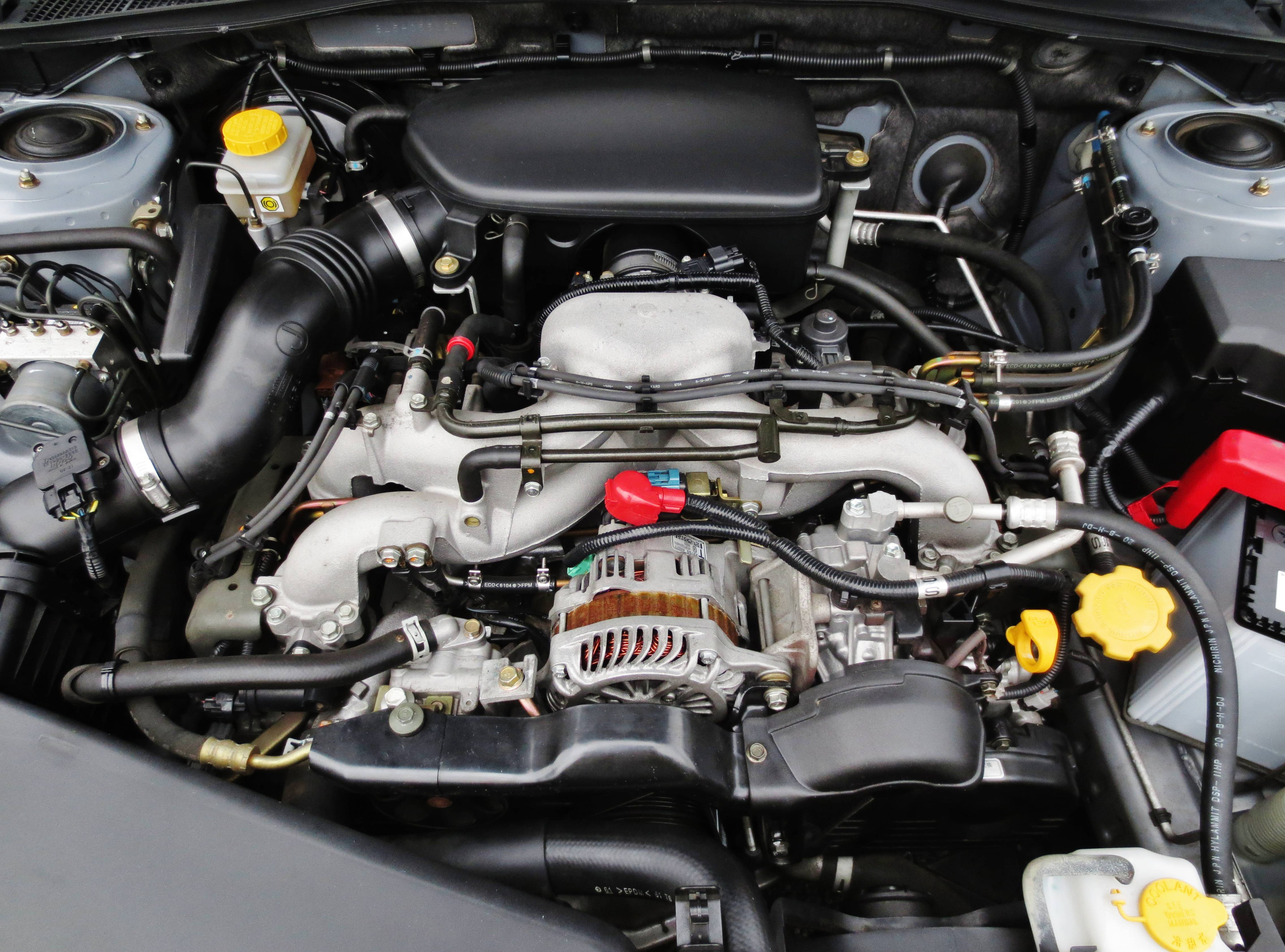
NA SOHC仕様
（BL型レガシィB4）

BC / BF型レガシィの時代から長く2.0リットルベースグレードを中心に使われてきたエンジン。
- BC / BF型レガシィ
  - 125 PS / 5,500 rpm、17.5 kg-m / 4,500 rpm
- BD / BG型レガシィ・GC / GF型インプレッサ（HX-20S）・SF型フォレスター
  - 125 PS / 5,500 rpm、17.5 kg-m / 4,500 rpm（レガシィのA型、インプレッサHX-20SのC型）
  - 135 PS / 5,600 rpm、18.5 kg-m / 4,000 rpm（レガシィのB型以降、インプレッサHX-20SのD型、フォレスター）
- BE / BH型レガシィ・SG型フォレスター（A〜C型）
  - 137 PS / 5,600 rpm、19.0 kg-m / 3,600 rpm
- BL / BP型レガシィ・GE / GH型インプレッサ（20S）・SG型フォレスター（D型以降）
  - 140 PS / 5,600 rpm、19.0 kg-m / 4,400 rpm

### DOHC16バルブ仕様
BC / BF型レガシィから長い間改良を加えて使われたエンジンでAVCS仕様が標準化するまで、NAの主力エンジンであった。なお、AVCS仕様と異なり、レギュラーガソリン仕様であった。
- BC / BF型およびBD / BG型レガシィ
  - 150 PS / 6,800 rpm、17.5 kg-m / 5,200 rpm（BC / BF型、MT仕様）
  - 140 PS / 6,500 rpm、18.0 kg-m / 5,000 rpm（BC / BF型、AT仕様）
  - 150 PS / 6,400 rpm、18.5 kg-m / 4,800 rpm（BD / BG型）

### DOHC16バルブAVCS仕様
吸気側カムを連続位相可変式にしたもので、GC / GF型インプレッサSRXに初搭載された。SRXは人気のあったSTI等の陰に隠れ短命に終わったものの、エンジン自体は以後改良を加え他車に採用を拡大、初期は最高出力155 PSであったが、BP / BL型レガシィ搭載にあたり190 PS（MT仕様）まで引き上げられ、他のNA仕様EJ20とはひと味違う軽快な吹け上がりが魅力的なスポーツエンジンとして発展してきた。しかし2007年に発売された3代目フォレスターではレギュラーガソリン指定とした環境対応型のDOHCエンジンが搭載された。これは上述のスポーツエンジンの流れではなく、レギュラーガソリン仕様のSOHCエンジンの後継にあたる。なお2008年に発売されたエクシーガにも同様のエンジンが搭載されている。
- BE / BH型レガシィ・GC / GF型インプレッサ・GD / GG型インプレッサ
  - 155 PS / 6,400 rpm、20.0 kg-m / 3,200 rpm
- BL / BP型レガシィ
  - 190 PS / 7,100 rpm、20.0 kg-m / 4,400 rpm（MT）
  - 180 PS / 6,800 rpm、20.0 kg-m / 4,400 rpm（AT）
- SH型フォレスター（前期型）
  - 148 PS / 6,000 rpm、19.5 kg-m / 3,200 rpm
- YA型エクシーガ
  - 148 PS / 6,000 rpm、19.5 kg-m / 3,200 rpm（AT）
  - 150 PS / 6,000 rpm、19.5 kg-m / 3,200 rpm（リニアトロニック）

## ターボチャージャー仕様の一覧
ターボチャージャーが装着されているエンジンはすべてDOHCである。

### 水冷インタークーラー仕様
- 220 PS / 6,400 rpm、27.5 kg-m / 4,000 rpm（レガシィセダンBC5）
  - セダン最高グレード「RS」および「RS-R」用エンジン。高出力化のため内点支持型ロッカーアーム駆動DOHC 16バルブ、水冷式オイルクーラー、1気筒1コイルのダイレクトイグニッション、8ビットマイコンによる電子制御マルチポイントインジェクションなど、スバルの新時代のエンジンとして誕生し発表当時はクラス最強出力を誇った。最高回転数は7,500 rpmで、重量1,290 kgのレガシィを240 km/h付近まで加速させる実力を誇り、FIA公式連続10万km走行記録をすべて塗り替えたプロトタイプレガシィに積まれていたユニットでもある。NA仕様と違い、エンジンブロックが強度の高い専用品（クローズドデッキ）を使用。EJ20の基本的な性格に加え、ターボ過給によって4,000 rpm付近から実出力以上と感じる痛快な加速をするが、一般的に考えればかなりピーキーで扱いづらい面も見せるため、後のBC5-Cタイプよりコンピューターを8ビットから16ビットにし、カムプロフィールを変更、制御の強化と低回転域のトルクの増大を図る改良を施した。
- 220 PS / 6,400 rpm、27.5 kg-m / 4,000 rpm（レガシィセダンBC5）
  - 1989年12月1日に発表された、競技使用を主眼に置いた専用グレード、RS-RAに搭載。初期は台数限定の特別モデルだったが、B型より小変更の後にカタログモデルとなり、BC型が生産完了するまで注文を受けていた。10万km速度記録挑戦車と同様のエンジンファインチューニングが行われており（RAはrecord attemptの略）、STIによる手工、吸気ポート内鏡面研磨、各回転部分の完全バランス取り、ゴールド塗装のマグネシウム製ヘッドカバーとI/Cケース、鍛造ピストン等各種専用品を多数組み込む。出力は標準220 PS仕様と変わらないが、モータースポーツ用にここまで特化した贅沢な量産仕様は、以後モデルに存在していない。グループA時代のWRCにスバルが初参戦した際、レガシィに搭載されたエンジンは、RS-RA用エンジンをグループA規則に適合させるため改変したものである。
- 200 PS / 6,000 rpm、26.5 kg-m / 3,600 rpm（レガシィセダン / ワゴン BF5 / BC5)
  - ワゴン最高グレード「GT」およびセダン「GT」用エンジン。ATとのマッチングを考慮して（セダンGTはATのみ）、カム、タービン、ECUプログラムを変更、RS用に比べトルク重視型となっている。出力低減と使われ方を考慮し、水冷式オイルクーラーは省かれている。

### 空冷インタークーラーシングルターボ仕様
- 240 PS / 6,000 rpm、31.0 kg-m / 5,000 rpm（インプレッサセダンWRX / ワゴンWRX GC8 / GF8）
  - インプレッサ発売とともに搭載されたEJ20。初期はセダンWRX-MT車専用モデル。搭載にあたり、ヘッド周辺パーツの摩擦低減と効率向上のため、駆動方式をダイレクトプッシュ式（HLA付）によるバルブ駆動に変更。ただ、最高回転数はレガシィの7,500 rpmに対し7,000 rpmに落とされ、点火方式はダイレクトイグニッション。この出力の仕様は事実上インプレッサ/フォレスターの標準仕様と言え、各種の仕様が存在する。
- 220 PS / 6,000 rpm、28.5 kg-m / 3,500 rpm（インプレッサセダンWRX / ワゴンWRX GC8 / GF8、グラベルEX）
  - アプライドモデル「B」より追加されたセダンWRX・AT仕様とワゴンWRX仕様に搭載。ATの特性とワゴンの重量増に合わせ、タービン小型化などを行い、トルク重視型となる。水冷式オイルクーラーも省かれた。
- 250 PS / 6,500 rpm、31.5 kg-m / 3,500 rpm（インプレッサセダンWRX-STI / ワゴンWRX-STI GC8 / GF8 STI仕様）
  - 限定モデルWRX-STI専用エンジン（俗にSTI Ver.Iと言われる）。STIによるハンドクラフト、鍛造ピストン、クローズドデッキシリンダーブロック、専用ECU、軽量HLAによるカム駆動系の軽量化を受けた。以後STIモデルは2009年2月に至るまで、MTとのみ組み合わされた。初めてインプレッサスポーツワゴンに搭載された高出力エンジンでもある。
- 260 PS / 6,500 rpm、31.5 kg-m / 5,000 rpm（インプレッサセダンWRX GC8）
  - アプライドモデル「C」用。
- 260 PS / 6,500 rpm、31.5 kg-m / 5,000 rpm（インプレッサワゴンWRX-STI GF8 STI仕様）
  - WRX-STI（俗にVer.II）モデルのワゴン専用エンジン。基本仕様はVer.II型STIセダンと同じであるが、ワゴンの性格に合わせてトルク重視型に変更。
- 275 PS / 6,500 rpm、32.5 kg-m / 4,000 rpm（インプレッサセダンWRX-RA-STI GC8 STi仕様）
  - 限定モデル「RA STI」（俗にVer.II）専用エンジン。250 PS仕様に対し、過給圧を600 mmHgから700 mmHgに上げ、出力を向上。
- 280 PS / 6,500 rpm、33.5 kg-m / 4,000 rpm（インプレッサセダンWRX GC8）
  - アプライドモデル「D」「E」用。タービンへのインテーク周りのレイアウトに、STiがWRC向け開発を通じて導入した手法が反映された[2]。
- 280 PS / 6,500 rpm、35.0 kg-m / 4,000 rpm（インプレッサセダンWRX-STI / ワゴンWRX-STI GC8 / GF8 STi仕様）
  - 量産型となったSTI Ver.IIIで自主規制枠一杯の280 PSになった。インプレッサのアプライドモデル「D」からエンジン型式がEJ20GからEJ20K（MASTER-4シリーズ）に変更。量産性を考慮しシリンダーブロックはオープンデッキに変更。点火方式がダイレクトイグニッションから2コイル同時点火に変更。タービンがボールベアリング支持になり過給圧も800 mmHgに上がった。また、WRX-STI-RAモデルに限り、連続高回転運転を考慮し、バルブが中空タイプとなり燃焼室周りの放熱に気を配られるようになっている。STI Ver.V（アプライドモデル「F」）でEJ207（PHASE-IIシリーズ）に換装、吸気系統を中心に大幅に刷新された。GDBの初期型からシリンダーブロックがオープンデッキタイプに補強が施されたセミクローズドデッキに変更され、以後これが標準仕様となる。
- 280 PS / 6,500 rpm、34.5 kg-m / 4,000 rpm（インプレッサセダンWRX）
  - アプライドモデル「F」以降で設定されたWRX標準仕様のMT車専用エンジン。STI仕様とは違い経費削減と差別化のため鋳造ピストンを組込み、その他タービンやインタクーラー等各部が違う。インプレッサGC8生産完了とともに標準仕様WRXはAVCSを装着した上で出力を落とされ、280 PS仕様は製品から消えた。

### 空冷インタークーラーツインターボ仕様

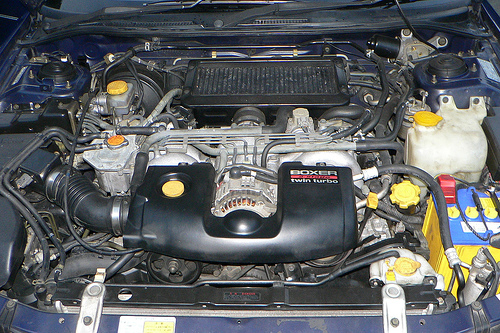
ツインターボ仕様

- 250 PS / 6,500 rpm、31.5 kg-m / 5,000 rpm（レガシィワゴンBG5 GT、セダンBD5 RS）
  - 初期のBG5 / BD5のみ。シーケンシャル制御で2つの大きさの違うタービンをエンジン左右に置き、4,000 rpm付近を境に切り替えて過給する。単純に片バンク2気筒に一機のツインタービンではなく、一度に過給できるタービンは一つであり（オーバーラップといわれる期間があり、その間はプライマリタービンで過給しつつ、セカンダリタービンにあらかじめ回転を与える目的で過給を始めている）、その制御のため、吸排気関連と制御系統がかなり複雑になっている。この構造はスバル車として初であり、2.0リットルクラスとしても珍しい。
- 260 PS / 6,500 rpm、32.5 kg-m / 5,000 rpm（レガシィワゴンBG5 / BH5 GT、セダン BD5 GT、セダンB4 BE5 RSK）
  - 250 PS仕様から改良され初期はこれが最高グレード用エンジンであったが、後にMT車用280 PS仕様ができると中間グレード / AT車専用として搭載されるようになった。
- 280 PS / 6,500 rpm、34.5 kg-m / 5,000 rpm（レガシィワゴンBG5 GT-B、ワゴンBH5 GT/E-tune セダンBD5 RS、セダンB4 BE5 RSK）
  - マニュアルトランスミッションとのみ組み合わされる。BD型セダンRSとともにBG型ツーリングワゴンGT-Bにも搭載。乗用ワゴン初の2リットル-280 PSエンジンであり、レガシィのブランドイメージを確固たるものにした、陰の立て役者である。極初期のものは少々無理して280 PSを出していたようでややトルクが弱かったが年々進化。ツインターボ搭載最終型といえるBH / BE型レガシィD型では制御関連を日立製作所製からデンソー製に切り替えるとともに改良。長いこと懸案だったプライマリ / セカンダリタービン切り替え時の「息付き」（切り替え時の排気の流れが原因で干渉が大きくなり、排気の流れが悪くなって出力を落としてしまう）現象がほぼ無視できるほど熟成した。

### 空冷インタークーラーシングルターボ シングルAVCS仕様
- 230 PS / 5,600 rpm、32.5 kg-m / 2,800 rpm（フォレスター2.0XT SH5）
- 225 PS / 5,600 rpm、33.2 kg-m / 4,400 rpm（エクシーガ2.0GT YA5）
  - SH型フォレスター発売時に搭載されたエンジン。先にフルモデルチェンジしたGH型インプレッサのターボ車S-GTは等長等爆エキゾーストおよびツインスクロールターボを採用したが、こちらは従来通りの不等長エキゾーストとシングルスクロールターボの組み合わせである。またフォレスターというクロスオーバーSUV向けであることから、同インプレッサよりも低回転での出力を重視したエンジンになっている。始動時の排ガス浄化性能向上を目的とした2次エアシステムを搭載するなどし、高い環境性能を実現した。2008年に発売されたエクシーガのターボ仕様車2.0GT（YA5）にも同エンジンが搭載されているが、車両適合により225 PSに出力低下している。
- 250 PS / 6,000 rpm、34.0 kg-m / 3,600 rpm（インプレッサセダンWRX / ワゴンWRX GDA / GGA型、フォレスターSG5ターボ（デチューン 220 PS）仕様）
  - GD / GG型発売とともに搭載された。タービン等の改良と摩擦低減で燃費と出力を向上。基本的に日常使用を考慮した低回転域のトルク重視型である。この頃から電装品が日産系からトヨタ系メーカー製に変更され、信頼性が向上した。
- 280 PS / 6,400 rpm、43.0 kg-m / 4,400 rpm（インプレッサセダンWRX-STI / ワゴンWRX-STI GDB / GGB STI仕様)
  - GDB型STI仕様に搭載されたEJ20。吸気側AVCS搭載、インタクーラー改良とツインスクロールターボ搭載（アプライドC以降）などでトルク特性と感覚を中心に改良を重ね、2005年頃には43 kg⋅mという3,500 cc NAクラスを超える最大トルクを発生するようになる。一方経費の関係と強度的な問題が解決されたためGC / GF型STIモデルに採用されてきた鍛造ピストンは廃止、高強度鋳造タイプに変更された。近年の環境性能に対する要求もあり、他モデルに遅ればせながら対応をしている。
- 280 PS / 6,400 rpm、43.0 kg-m / 4,400 rpm（インプレッサセダンWRX-STI-Spec.C STI-Spec.C仕様）
  - GDB標準STI仕様に対し、専用ボールベアリング支持タービン、空冷式オイルクーラー搭載（Spec.C17インチモデル）など、高回転高負荷運転に対応した変更がなされており、細かな部分も若干違いがあるが、出力は自主規制枠の兼ね合いがあり、280 PSのままである。ちなみに環境性能は標準STI仕様とは違い「星なし」であり、日本国内の税制優遇は一切受けられない。
  - 強化 / 軽量化された専用ボディと6速クロスレシオMTの組み合わせで、停止 → 100 km/h加速は最速4.5秒と排気量2.0リットルクラスとしては驚異的な数値を出した。これは同時期に生産されたBMW・M3、アウディ・RS4等、1クラス上の海外高出力モデルと同等か、速いくらいで、量産車同クラスでこれを超える加速性能を提供できるのは三菱・ランサーエボリューションのみである（ただし、最高速は加速とつながりを重視したギヤ比との兼ね合いもあり、6速で240 km/h程度である）。

### 空冷インタークーラーシングルターボ デュアルAVCS仕様

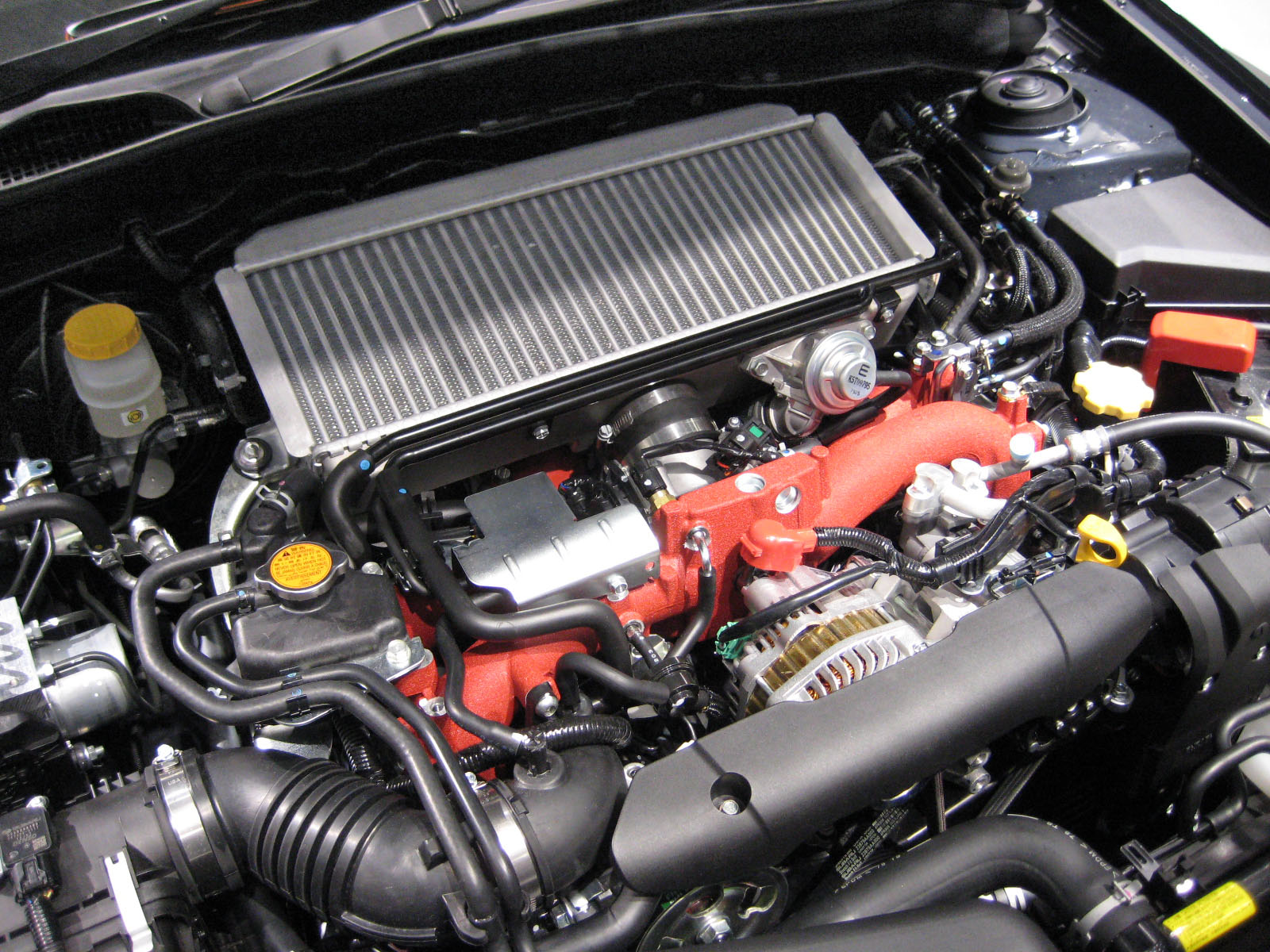
ツインスクロールターボ デュアルAVCS仕様
（インプレッサWRX STI）

- 250 PS / 6,000 rpm、34.0 kg-m / 2,400 rpm（インプレッサGH8 S-GT / 2.0GT)
  - ターボ付インプレッサ用としては初の吸排気可変バルブタイミングを搭載したエンジンである。搭載グレードのS-GTが名前の通りGT的な性格を与えられたため、どちらかと言えば鋭く吹け上がるスポーツユニットと言うより、ターボラグを控えた大人しく余裕のある運転のしやすさを提供するためのユニットという位置づけとなった。なお、このエンジンのハードは下記 BP5 / BL5レガシィAT車仕様を流用したものである。
- 260 PS / 6,000 rpm、35.0 kg-m / 2,000 rpm（レガシィツーリングワゴン / B4 BP5 / BL5 GT / GT Spec.B）
  - オートマチックトランスミッションとのみ組み合わされ、MT仕様とはカムプロフィールやターボが違う。この型から給排気ともバルブタイミングが可変式となる。同レガシィシリーズのマイナーチェンジ後（D型以降）は「SI-DRIVE」と組み合わされている。GDBインプレッサSTIに続き等長排気マニフォールド、ツインスクロールターボが搭載され徹底的に排気系をチューニング、低音が響く特徴的なエンジン音が、澄んだ高音よりの音に変わった。
- 280 PS / 6,400 rpm、35.0 kg-m / 2,400 rpm（レガシィツーリングワゴン / B4 BP5 / BL5 GT / GT Spec.B MT車仕様）
  - マニュアルトランスミッションとのみ組み合わされる仕様であり、AT車用に対し、カムプロフィール変更とターボ変更で280 PSを達成している。他はAT仕様と同様である。
- 308 PS / 6,400 rpm、43.0 kg-m / 4,400 rpm（インプレッサ WRX STI標準仕様 CBA-GRB）
  - 5ドアハッチバックボディの新型インプレッサSTIに搭載されたエンジン。量産仕様としては280 PS自主規制枠を突破し、本格的な高出力化を達成した初の2リットルエンジンであり、発売当初は量産エンジンとしては世界的にも例が少なかった。大型化されたインタクーラーに大径ツインスクロールターボを組み合わせ、高強度鋳造ピストン、吸排気ともにつけられたAVCS、等長排気マニホールド、ECU改変と細部の変更により、227 kW（308 PS）422 N⋅m (43 kg⋅m) を達成。同時にBP / BL型レガシィと同様に「SIドライブ」を専用チューニングにて追加、通常走行時の燃費 / 環境性能と、高負荷時の動力性能の両方を満足させる現代的なエンジンとなった。
- 308 PS / 6,400 rpm、43.0 kg-m / 4,400 rpm（WRX STI CBA-VAB）
  - WRX STIに細部変更をしながら最後まで搭載され、元々高回転型のEJ20の中でも特に高い8000回転まで許容するエンジンである。6速マニュアルトランスミッションのみと組み合わされる（WRX S4で採用された直噴ターボエンジンFA20はCVTとの組み合わせ）。

### その他（特別仕様）
- 220 PS STI仕様（レガシィワゴンBF5 GT-STI）
  - ワゴン200台限定生産グレード「STI」専用。STIによるコンピュータチューニングで220 PSを達成。
- フォレスターSTI仕様（フォレスターSF5 STI / STI II / STI II TypeM）。ベース車（SF5ターボ）に各種専用パーツを装備。STI / STI IIはAT仕様でベース車とエンジンは同じで240 PS。STI II TypeMはMT仕様で、専用ECUとマフラーの変更で250 PSを達成。トルクは全て31.5 kg·m。
- インプレッサS201 (300 PS） - S204（320 PS）
  - 各種専用部品と手工、コンピュータチューニングにより自主規制枠を超える出力を達成。高出力ではあるが基本的にはGT的な性格を与えられている。仕様は各ベースモデルに準じ、S202は専用ターボチャージャーにより320 PSを達成、S203では専用ツインスクロールターボにより320 PS / 43.0 kg·mを、S204は320 PS / 44.0 kg·mを達成している。
- レガシィS401（レガシィBE5ベース）
  - 400台限定「S401」専用。ハンドクラフト、専用ECU、STIオプションパーツ組み込みにより293 PSを達成。
- WRX-STI Final Edition仕様（WRX-STI CBA-VABベース）
  - EJ20型搭載車として最後を飾ることになったWRX-STIの555台限定車「Final Edition」専用。

スバル自ら「EJ20バランスドエンジン」と銘打ち、量産車より回転系パーツのバランス取りをすることで、レース用エンジンに迫る精度と滑らかな回転を得ることが出来たとするエンジンである。最高出力等の公称値こそ量産仕様と変わらないものの、ピストンとコンロッドは重量公差50 %低減、クランクシャフトは回転バランス公差85 %低減、フライホイールとクラッチカバーは回転バランス公差50 %低減（SUBARU発表）と、厳しい基準で製作されている。

## EJ20の終焉と今後
2010年9月23日、21年ぶりとなる新型エンジンのFB型エンジンを発表。EJ型に代わる2.0 - 2.5 Lクラスの水平対向4気筒エンジンとして、フォレスターを皮切りに搭載車種を順次拡大していくことが伝えられた。このエンジンは群馬製作所大泉工場内の専用工場にて生産され、内径84 mm×行程90 mmとロングストローク化を達成、各種改良により経費削減とともに高効率化し、出力や燃費の向上の他にも、将来対応が厳しくなることが予想される環境性能も充分に満足させる発展的設計を採り入れたとされている。その内容もEJ型のやり方を踏襲するのではなく、完全新設計となっている。
また、トヨタとの提携関係を結んだ後にいち早く計画された共同開発車種86 / BRZの開発が進む中、トヨタでもスバル設計のエンジンを載せる車両を販売する事を考えた際、既存のEJ型では「トヨタの看板の下で売れるほど十分な環境性能が得られない」と判断され、結果としてEJ型では対応を検討されたものの実現不可能とされた直噴（トヨタ名: D4S）を採用した新世代のスポーツユニットFA20型（NA仕様）が誕生し、紆余曲折の後に過給器と直噴を組み合わせたFA20 DITへと発展する。
そして、世界的な流行としてトヨタが先鞭をつけたハイブリッド化とは別に、欧州で流行しているダウンサイジング化の波に乗り、2.0 Lクラスの車体に1.6 L直噴ターボエンジン「FB16」を搭載した「レヴォーグ」を2014年に発表。このFB16は、1600 ccの排気量からレギュラーガソリンで125 kW (170 PS) と250 N⋅m (25.5 kgf⋅m) を発生、走行場面ごとにエンジン / トランスミッション制御を変えられる「SIドライブ」も採用し、燃費17.4 km/L（JC08モード、2015年以降さらに向上）、最大トルクを1,800 - 4,800 rpmという幅広い回転域で発生するという、EJ型では実現不可能だった特性を実現させ、平成32年度燃費基準に適合するなど、時代に適合した環境性能と経済性、充分以上の動力性能を手にしている。
このように実用エンジンから高出力モデルに至るまで新型エンジンに移行していく中、唯一の搭載車種であったWRX STIの受注受付を2019年12月23日限りで終了すると発表。555台の限定車「Final Edition」の完売と2020年3月まで続いた受注分生産完了をもって、新車搭載のためのエンジンとしての役目を終えた。
なお、STIが開発しSUPER GTに参戦しているBRZのGT300仕様は2024年現在も引き続きEJ20エンジンを使用している。